# Sandra Torres (política)
Sandra Maria Torres da Costa, mais conhecida apenas Sandra Torres (Teresina, 18 de fevereiro de 1952 -  São Luís, 05 de setembro de 2019) foi uma assistente social e política brasileira, com base eleitoral no estado do Maranhão. É irmã dos narradores esportivos William Torres e Pedro Torres.
Exerceu também o cargo de vice-prefeita de São Luís, capital do Maranhão, de 2005 a 2008, na administração de Tadeu Palácio.
Era esposa do ex-prefeito de Barreirinhas, Léo Costa.

## Biografia
Nascida em Teresina. Em 1972, mudou-se para o Maranhão para cursar Serviço Social na Universidade Federal do Maranhão (UFMA).
Em sua trajetória profissional, foi Educadora Popular no Centro de Serviços de Barreirinhas, assessora da UFMA e do Instituto de Planejamento Municipal de São Luís, além de coordenadora da Secretaria de Desenvolvimento Comunitário do Maranhão (SEDESC) e presidente do Conselho Estadual dos Direitos da Criança, entre outros cargos.
Ingressou na vida política pelo PDT, partido que ajudou a fundar no estado. Em 2004, foi eleita vice-prefeita de São Luís, junto ao ex-prefeito, Tadeu Palácio, permanecendo até final do mandato dele. É piauiense de nascimento.
Sandra Torres morreu no dia 05 de setembro de 2019 vitimada de um câncer.